# Тетильковцы (Тернопольская область)
Тетильковцы (укр. Тетильківці) — село в Шумской городской общине Кременецкого района Тернопольской области Украины.
До 2020 года входило в Шумский район.
Население по переписи 2001 года составляло 636 человек. Почтовый индекс — 47150. Телефонный код — 3558.